# 平野綾だけTV
平野綾だけTV（ひらのあやだけテレビ）は、2009年4月16日から2010年3月27日まで月に1回、有料放送のフジテレビTWOで放送された声優・タレントの平野綾が出演するバラエティー番組である。

## 内容
主に企画ロケを遂行するメインシーン、視聴者からのネタを紹介する「そのとき、平野は思った」、平野自身が漫画家となって連載マンガを描く「綾だけマンガ」の3つのコーナーで構成されていた。
1か月ごとに放送回が新しい内容に変わった。ただし、編成上の都合で、新しい月の始めの頃に、前月に放送した内容が再放送されることもあった。最終回の第12回は、脚本・監督などをすべて平野綾が担当するオリジナルドラマが制作された。

## 放送リスト
| 回数 | 企画内容                                                          |
| ---- | ----------------------------------------------------------------- |
| #01  | ファーストフード店で1日アルバイトをするのだぞ。                   |
| #02  | フランス料理のマナーを勉強するのだぞ。                            |
| #03  | 富士サファリパークにいる動物全種類と2ショットで写真を撮るのだぞ。 |
| #04  | マンガ家のアシスタントをするのだぞ。                              |
| #05  | 体力テストを受けるのだぞ。                                        |
| #06  | アンチエイジングドックを受けるのだぞ。                            |
| #07  | 保育園の先生をするのだぞ。                                        |
| #08  | フラワーアレンジメントをするのだぞ。                              |
| #09  | クリスマス料理を作るのだぞ。                                      |
| #10  | 本屋さんで1日アルバイトをするのだぞ。                             |
| #11  | 恋の悩みを解決するのだぞ。                                        |
| #12  | 最終回！ショートドラマを作るのだぞ。                              |

※フジテレビTWOにて、2009年12月24日の午後3時から7時までと午後8時3分から翌午前0時までの約7時間に渡り、第1回から第8回までを一挙に再放送した。ちなみに、午後7時から午後8時3分の間は「FNNスーパーニュース」（地上波の第二部）を放送した。

## DVD

### 通常版
各巻2〜3枚組。
- 第1巻 『平野綾だけTV DVD出しちゃったんだぞ2009 Vol.1』 2009年09月30日発売
- 第2巻 『平野綾だけTV DVD出しちゃったんだぞ2009 Vol.2』 2009年12月18日発売
- 第3巻 『平野綾だけTV DVD出しちゃったんだぞ2010 Vol.3』 2010年04月14日発売
- 第4巻 『平野綾だけTV DVD出しちゃったんだぞ2010 Vol.4』 2010年07月28日発売

1. 4の放送終了直前にDVD化が正式発表された。しかしこの時点ではDVD化だけが発表され、価格や発売日時などの詳細な内容は明らかにされていない。#4の企画収録の際に、漫画家の椎名高志（絶対可憐チルドレン、GS美神等の原作者）がDVD第4巻の表紙の絵を描くことが平野の依頼で決定した。#5の放送時に、DVD化第一弾の詳細が発表された。正式発表されたのは#5の放送終了間際で、「枚数は3枚組、#1から#3までの3回分の収録、特典映像が約5時間、DVD限定コーナーがある」といった内容が発表された。同時に、DVDに収録されると思われる各放送回の未公開シーンが僅かであるが詳細発表の時間内だけ放送された。その他、DVDの第1弾には、「そのとき、平野は思った」と「綾だけマンガ」のDVD限定バージョンも収録される。#4の放送中に決まったパッケージの絵については、今回発売が決まった第1弾では行われない。

タイトルは、本編サブタイトルと同じ「〜のだぞ」ではなく「〜んだぞ」になっている。
2009年11月1日の平野綾だけTVの公開収録イベントの際に、vol.2の発売が発表された。

### ディレクターズカット版
- 平野綾だけTV DVDディレクターズカットVer.#1 2010年01月08日発売
- 平野綾だけTV DVDディレクターズカットVer.#2 2010年01月08日発売
- 平野綾だけTV DVDディレクターズカットVer.#3 2010年01月08日発売

## コーナー
しゃしんのキモチ〜そのとき、平野は思った〜
平野綾の写真などを基にして、そのとき彼女が心の中で言ったであろう気持ちを視聴者が面白く表現して投稿するコーナー。基本的に彼女の楽屋などで、カメラを固定して定点撮影で収録を行う。同コーナーの放送開始と終了時には、この定点カメラの映像とは別に部屋全体を映す別の固定カメラの映像を使用している。なお、#4の放送回ではCS事業部の会議室で収録が行われた。#2までは「2本撮り」「番組スタッフ側（番組プロデューサー・カメラマン・ディレクター等）が事前に用意したネタを披露した」ということだったが（#3でも、平野自身がコーナー冒頭で暴露して大笑いしていた）、#3より視聴者からの投稿ネタを紹介する本来の形式になった。
同コーナー収録時は、以下の「綾だけマンガ」同様に企画ロケ時とは衣装を替えている。
平野綾だけBEST3
#8より「そのとき、平野は思った」に代わって、平野綾の日常に関する出来事をランク付けして発表する「平野綾だけBEST3」がスタートした。さらに「綾だけマンガ」は#8で「卵星人が来た」が24話"エピローグ"で最終回を迎えた。なお、#9より、新しい物語「名探偵ポロポロくん」が始まる。
フリップにはランク付けされた内容が、平野自身の手書きで記されている。#9では、次点の内容も発表された。初回の#8では、ランクの各内容が記されている箇所を隠したテープを剥す行為を「これ、一度やってみたかったんだぁ」と、平野が喜んで大笑いしていた。
平野綾だけマンガ
連載といっても、1話分が1枚の絵だけで構成される。#8の放送時点で24話（24枚）まで達し、最初の物語「卵星人が来た」が最終回を迎えた。#9より次の物語が始まる。なお、プロの技術は一切使わず自由な思考で絵を描いている。セリフも全て平野自身が担当。基本的に「卵星人が来た」というタイトルがあるが事前に流れをあまり決めずに描いているので、#3の放送中には行き詰まって手が止まったことがある。「すでに、スランプ」と本音も。#9より連載が始まった「名探偵ポロポロくん」は、小学生当時、ノートに書いていた自作キャラだと、平野自身が紹介している。同作品を「未完の名作ですよ」と笑いながら話していた。
同番組中はスタッフの声による指令はほとんどなく、カンペに文字を書いて指示を出すことが多い。なお、番組の放送内容の発表は収録時に行われる。その時も、平野自身がカンペを捲る。企画内容発表時は、「今回のミッションは・・・」という文字が書かれたカンペを捲った次のカンペに書かれるので平野自身が一番盛り上がる時間帯でもある。

## パロディ
フジテレビONEで放送されていたバラエティー番組「お台場お笑い道」にて、バナナマン日村勇紀によるパロディ企画の「日村勇紀だけTV」が放送された。